# Augustaea
Augustaea Szombathy, 1915 è un genere di ragni appartenente alla famiglia Salticidae.

## Caratteristiche
Szombathy descrisse entrambi i sessi di questo genere monospecifico che ha vari caratteri in comune con i ragni imitatori di formiche, in particolare con il genere Agorius Thorell, 1877. La lunghezza degli esemplari non supera i 6 millimetri. I disegni effettuati degli esemplari, ormai non più esaminabili, suggeriscono una somiglianza maggiore al genere Orsima Simon, 1910.

## Distribuzione
L'unica specie oggi nota di questo genere è stata rinvenuta a Singapore.

## Tassonomia
A giugno 2011, si compone di 1 specie:
- Augustaea formicaria Szombathy, 1915[3] — Singapore